# Viktor Verhulst
Viktor Verhulst (Brasschaat, 1 augustus 1994) is een Vlaamse presentator, mediapersoonlijkheid en dj. Hij is de zoon van Gert Verhulst en Valérie Cailliau en de broer van Marie Verhulst.

## Carrière
Verhulst werkte in eerste instantie vooral achter de schermen bij Studio 100-producties. Vanwege zijn relatie met K3-lid Marthe De Pillecyn van 2016 tot 2018 verscheen hij vaker in de media. Hij nam deel aan de eerste Vlaamse editie van Boxing Stars. In 2018 deed hij ook mee aan De Slimste Mens ter Wereld.
In de zomer van 2019 en 2020 presenteerde Verhulst samen met Holly Mae Brood het televisieprogramma Love Island, dit was een coproductie tussen België en Nederland. In 2019 is Verhulst als panellid te zien in het RTL 5-programma Ranking the Stars.
In december 2019 werd ook bekendgemaakt dat Verhulst samen met zijn zus Marie vanaf januari 2020 het radioprogramma Studio Verhulst op de radiozender NRJ zou presenteren.
In 2021 is hij te zien in de realitysoap De Verhulstjes op Play4.
Op 29 januari 2021 werd aangekondigd dat Verhulst een vast gezicht zou worden van de online video-on-demand-service van GoPlay.
Op 8 april 2021 nam hij het in een duel op tegen Francesco Planckaert in De Container Cup en won.
In 2021 heeft Verhulst Temptation Island: Love or Leave gepresenteerd met de Nederlandse Monica Geuze.
In juli 2022 deed Verhulst mee aan het televisieprogramma Het Jachtseizoen van StukTV op SBS6, waarin hij samen met zijn vader Gert Verhulst een duo vormde. Ze werden hierin na 2 uur en 42 minuten gepakt.
In 2023 was Verhulst deelnemer van het programma De Expeditie: Groenland dat in 2024 op GoPlay te zien was.
Vanaf 2024 presenteert Verhulst samen met zijn vader Vik & Gert, een wekelijkse podcast. Met Joris Hessels maakte hij het reisprogramma Zonder sterren, dat begin 2025 uitgezonden werd op Play 4. Ze bezoeken hierin ongewone bestemmingen.
Vanaf 2025 is hij presentator op Qmusic.

## Muziek
Tussen 2020 en 2023 vormde hij samen met Kobe Ilsen een dj-duo genaamd Ilsen & Verhulst. Op 30 mei 2021 brachten ze samen 'Mooi Zo' uit, dit was in samenwerking met James Cooke, Gert Verhulst en Jan Smit.
Op 3 januari 2025 bracht Verhulst onder het platenlabel Smash the House (van Dimitri Vegas & Like Mike), zijn debuutsingle Shadow uit met als dj-naam: VIKTOR. 

## Discografie

### Singles
| Single met hitnotering(en) in de Vlaamse Ultratop 50 | Datum van verschijnen | Datum van binnenkomst | Hoogste positie | Aantal weken | Opmerkingen                                                               |
| ---------------------------------------------------- | --------------------- | --------------------- | --------------- | ------------ | ------------------------------------------------------------------------- |
| Nu Staan We Hier                                     | 2023                  | 13-05-2023            | 50*             | 1*           | als Viktor en Kobe / met Kimberly Franssens en Simon nr. 7 Vlaamse top 50 |